# Нейман, Сергей Владимирович
Сергей Владимирович Нейман (23 сентября 1967, Ленинград) — советский и российский футболист, защитник.

## Карьера
Начинал футбольную карьеру в Ленинграде. В 1984 году был в составе «Зенита», который выиграл чемпионат СССР, но на поле не выходил. В 1986 году играл за ленинградское «Динамо» во второй лиге.
В 1987 перешёл в московское «Динамо». В высшей лиге дебютировал 19 ноября 1988 года в матче последнего, 30-го тура, против «Кайрата», выйдя на замену после перерыва вместо Владимира Долгополова. В 1989 году в чемпионате сыграл 10 матчей.
В 1990 году отправился в Испанию, в полугодичную аренду в клуб «Бетис». В сегунде сыграл 7 матчей, «Бетис» занял 2 место и вышел в чемпионат Испании. В июле вернулся в состав «бело-голубых» и во втором круге чемпионата сыграл 1 матч и стал бронзовым призёром первенства.
В 1991 Нейман начал сезон в «Динамо», а летом ушёл во владикавказский «Спартак». С 1992 по 1993 год играл за «Ротор» и «Виктор-Авангард».
В 1993 уехал за границу. Выступал за команды Финляндии, Словении, Хорватии и Израиля.
В 2000 вернулся в Россию, став игроком «Краснознаменска». За этот клуб во втором дивизионе сыграл 59 матчей, и забил 4 гола.
В 2001 полгода был в аренде в ульяновской «Волге».